# Gandekar
La família Gandekar (coneguts principalment com la família Pant Sachiv) va governar l'estat de Bhor del 1699 al 1948.

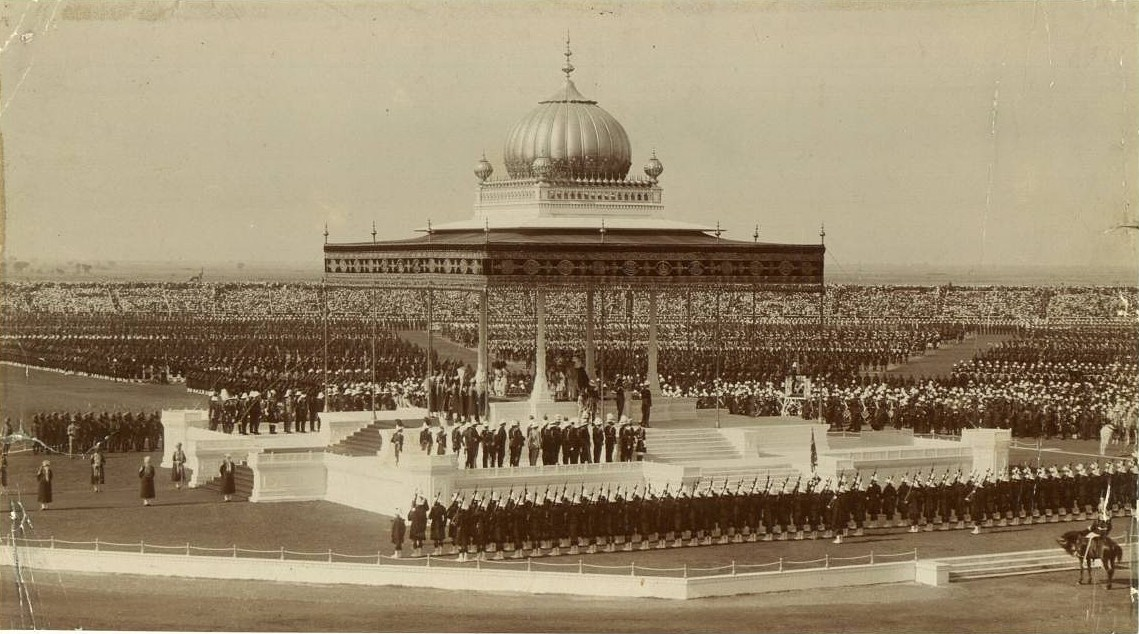
En el Delhi Durbar de 1911, Shankarrao II Chimnajirao fou saludat amb onze salves

Anteriorment van servir com a sachivs a chhatrapatis de l'Imperi Maratha i, més tard, es van convertir en governants independents de l'estat Bhor. Sota el Raj britànic, la família Pant Sachiv es classifica com a sardar de primera classe. El 1917 es va concedir al governant de Bhor una salutació permanent d'11 salves.

## Història
La família dels Pant Sachiv és descendent de Shankaraji Narayan Pant Sachiv, que va ser nomenat el 1697 com a Pant Sachiv hereditari i Rajaram I, el tercer chhatrapati de Maratha, li va atorgar terres o jagir i altres drets hereditaris (watans). El cognom dels Pant Sachiv és Gandekar. Els Gandekars són Brahmans Deshastha Rigvedi  i residien a Gandapur, a un poble ara desaparegut a prop de Paithan.
Segons C. Ovans, el patrimoni de la família Pant Sachiv constava de 552 pobles el 1838.

## Arbre genealògic

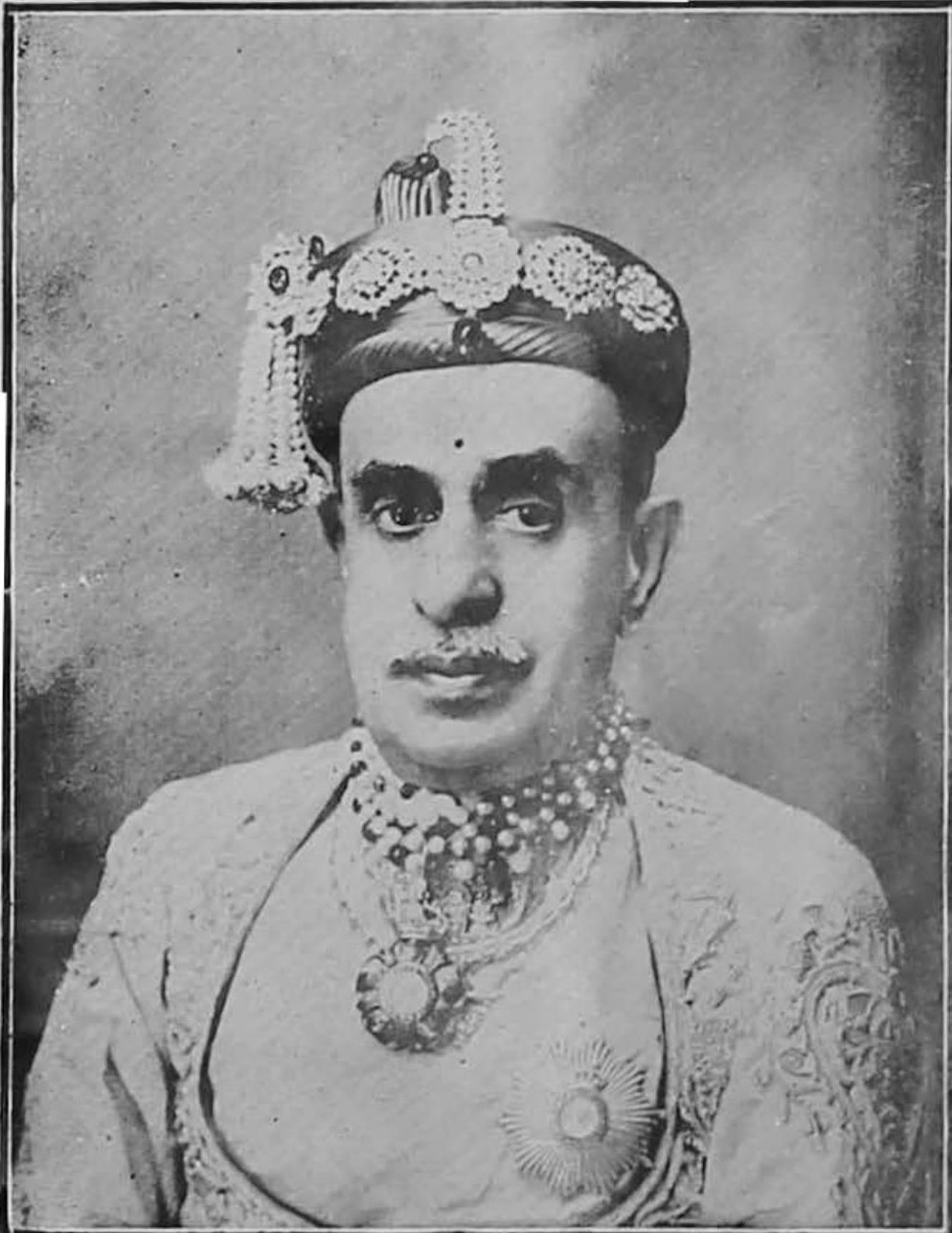
Raghunathrao Shankarrao Gandekar fou l'11è governant de Bhor

### Primera generació
Shankaraji Narayan Gandekar (1665-1707), va ser el primer d'una sèrie de sachivs hereditaris (marathi per a secretari) procedents de la família brahman-marathí Deshastha. Shankaraji es va incorporar per primera vegada al servei de Pant Pradhan Moropant Pingale com a secretari ordinari. Als pocs anys de servei, va poder demostrar la seva alta capacitat i valor i va ser nomenat Pant Sachiv per Rajaram I el 1697.

### Segona generació
Shankaraji Narayan es va casar i va tenir one fill:
- Naro Shankaraji Gandekar - segon governant de l'estat de Bhor.[11]

### Tercera generació
Chimnajirao I Narayanrao - tercer governant de Bhor i nebot de Naro Shankaraji.

### Quarta generació
Chimnajirao I es va casar i va tenir tres fills:
- Sadashivrao Chimnajirao - quart governant de Bhor.[13]
- Anandrao Chimnajirao
- Ragunathrao Chimnajirao - cinquè governant de Bhor.[14]

### Cinquena generació
Ragunathrao Chimnajirao es va casar i va tenir un fill: Shankarrao I Ragunathrao - 6è governant de Bhor.

### Sisena generació
Shankarrao I Ragunathrao va adoptar el nebot del seu pare com a fill: Chimnajirao II Shankarrao - setè governant de Bhor.

### Setena generació
Chimnajirao II Shankarrao adoptà el seu nebot com a successor: Ragunathrao I Chimnajirao - 8è governant de Bhor.

### Vuitena generació
Ragunathrao I Chimnajirao adoptà el seu nebot com a successor: Chimnajirao III Ragunathrao - novè governant de Bhor.

### Novena generació
Chimnajirao III Ragunathrao es va casar i va tenir un fill: Shankarrao II Chimnajirao - va ser el desè governant de Bhor. Va heretar el tron el 12 de febrer de 1871 com a menor. El 20 de juliol de 1874, en arribar a l'edat adulta, va ser investit amb plens poders pel Raj britànic i saludat amb 11 salves al Delhi Durbar de 1911. Va morir el 17 de juliol de 1922.

### Desena generació
Raghunathrao Shankarrao Gandekar - Va ser l'11è governant amb el títol de Raja de Bhor.